# Sant Jaume (la Granja d'Escarp)
|  | Aquest article tracta sobre l'església parroquial. Si cerqueu l'ermita, vegeu «Ermita de Sant Jaume (la Granja d'Escarp)». |

Sant Jaume és l'església parroquial del municipi de la Granja d'Escarpa de la comarca del Segrià, a la plaça de la Creu. Una característica de la població de la Granja és que té dos temples dedicats a sant Jaume.
És un edifici d'una sola nau amb volta de canó trencada per llunetes i arcs faixons. Entre els contraforts hi han capelles de planta quadrada. Els materials i la composició són força pobres i donen un resultat heteroclita. Un element octogonal barroc se superposa a un campanar quadrat i auster. A la portada hi ha una ornamentació senzilla.

## Descripció
És un edifici de la fi del segle xviii d'estil barroc classicista, on hi destaca la façana, el campanar adossat de planta quadrada amb una torre vuitavada i l'altar major.

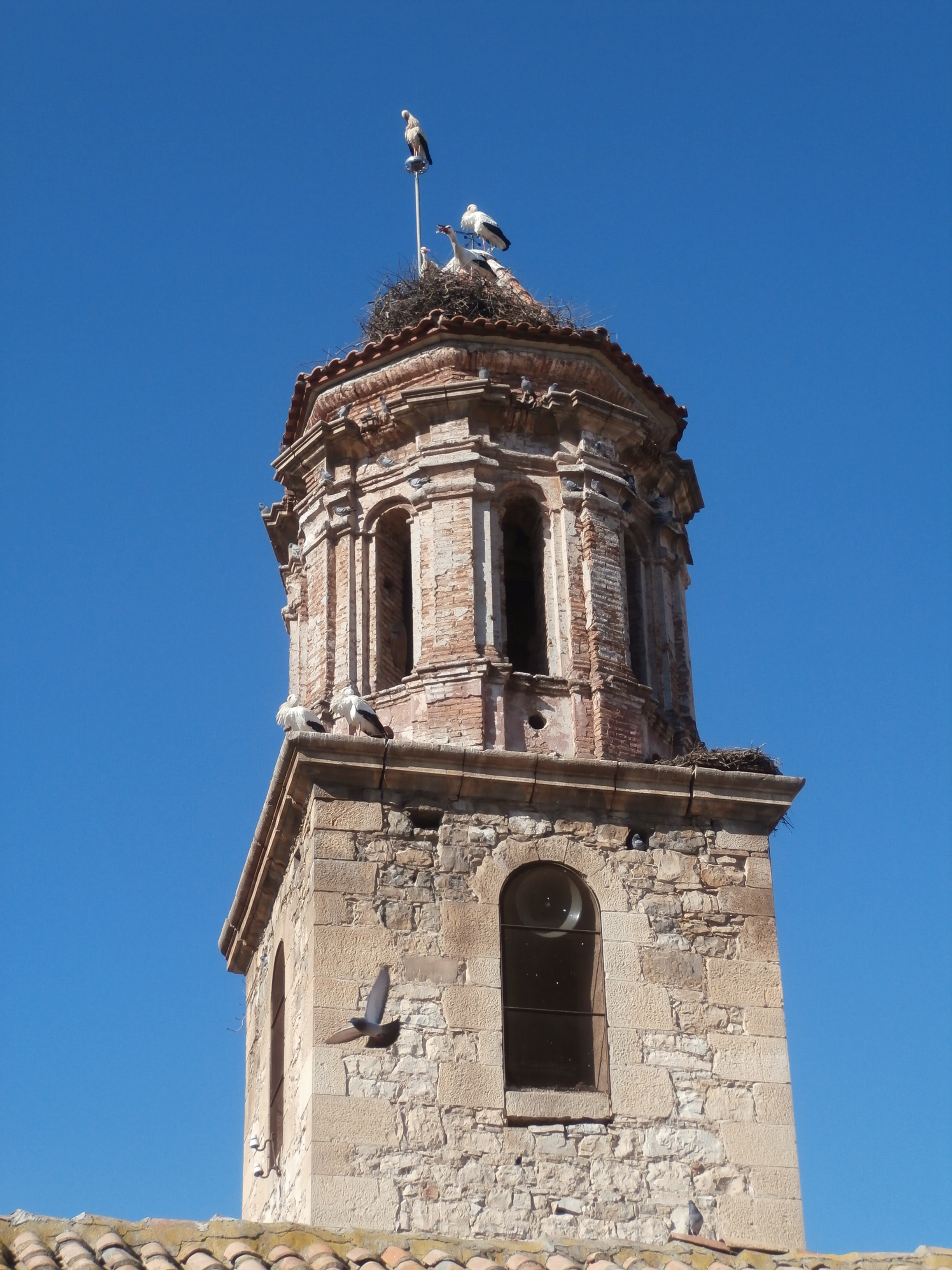
Campanar de l'Església de Sant Jaume

Té una planta rectangular d'una sola nau amb capelles adossades, dos a cada banda, i absis semicircular. La façana principal destaca per la portalada neoclàssica a la que s'accedeix des d'unes escales, també hi ha una porta lateral d'arc de mig punt. Va ser construït al primer terç del segle xviii. El campanar es troba annex a la façana principal, amb la qual comparteix un dels quatre costats de la base de pedra, amb un cos final vuitavat de maons i teulada cònica de teules àrabs.

## Història
El 1213, data de la fundació del Monestir de Santa Maria d'Escarp, ja existia una església perquè així ho recull el document de dotació per a la seva fundació. Al 1710 les tropes filipistes van atacar la Granja d'Escarp, van cremar els camps, matar els animals, minar les cases i l'església,  van expulsar els habitants cap a Aragó i van deixar tot enderrocat. La població va ser foragitada d'aquesta forma. El 1717 encara no s'havia reconstruït res, ja que les visites pastorals ens informen que es va consagrar una capella amb advocació a Sant Isidre per poder celebrar les misses diàries. Poc després les obres van començar, i es va fer servir molta material de la runa de l'església medieval. Al 1735 l'església nova ja era acabada tot i que li faltava el paviment, així ho recull la visita pastoral de 28 d'octubre d'aquell any. Al 1774 l'església tot i ser quasi nova no tenia retaule.
El 1809 va patir un incendi durant la guerra del Francès i hi va perdre els llibres i l'arxiu. La reparació va trigar, perquè el poble era molt apobrit per la guerra i uns anys de sequera. A la darreria del segle, el bisbe Josep Meseguer ha d'insistir per què els veïns i el rector reparin l'edifici.
Durant la guerra civil es va utilitzar com a magatzem municipal, ja sense rector, i les imatges van ser cremades públicament al juliol de 1936.
El 2018 es va consolidar l'edifici, cosir esquerdes i arranjar el remat superior dels murs perimetrals.Es va desmuntar la coberta i describir que la volta era feta segons la tècnica de volta catalana, que en aquesta ocasió va ser reforçada amb morter i malla de ferro.